# Kalafat
Pour les articles ayant des titres homophones, voir Calafat et El Calafate.
Le mont Kalafat (en serbe cyrillique : Калафат) est une montagne du sud-est de la Serbie. Il culmine à une altitude de 839 m et se trouve dans le prolongement le plus occidental de la chaîne du Grand Balkan.

## Géographie
Le mont Kalafat est situé à l'ouest de Svrljig et au nord de Niš.